# Мориц, Бруно
Бруно Мориц (нем. Bruno Moritz, 1900 — после 1964) — немецкий шахматист, мастер, участник нескольких конгрессов Германского шахматного союза.
Выступал за сборную Германии на международных командных соревнованиях, в том числе на неофициальной шахматной олимпиаде 1926 г.
В середине 1930-х гг. в силу еврейского происхождения был вынужден покинуть Германию. Жил в Эквадоре. В 1947 году стал чемпионом Эквадора. В 1964 году в составе сборной Эквадора участвовал в шахматной олимпиаде.
Дата и место смерти шахматиста точно не известны.
Непонятно, насколько заслуживают доверия приводимые в базах партии и результаты выступлений в командном первенстве ФРГ 1965 г. и опен-турнире в Баден-Бадене 1987 г.

## Спортивные результаты
| Год  | Город              | Соревнование                                                    | + | − | = | Результат | Место |
| ---- | ------------------ | --------------------------------------------------------------- | - | - | - | --------- | ----- |
| 1922 | Бад-Эйнхаузен      | 22-й конгресс Германского шахматного союза (побочный турнир)    |   |   |   |           | 1     |
| 1923 | Франкфурт-на-Майне | 23-й конгресс Германского шахматного союза                      | 0 | 5 | 4 | 2 из 9    | 10    |
| 1925 | Бреслау            | 24-й конгресс Германского шахматного союза                      | 1 | 9 | 1 | 1½ из 11  | 12    |
| 1926 | Вена               | Международный турнир                                            |   |   |   |           | 12    |
|      | Вена               | Матч Австрия — Германия (против Б. Хёнлингера)                  | 0 | 0 | 2 | 1 из 2    |       |
|      | Будапешт           | Неофициальная шахматная олимпиада (сборная Германии, 1-я доска) | 0 | 1 | 2 | 1 из 3    |       |
|      | Штаргард           | Турнир немецких мастеров                                        |   |   |   |           | 1     |
| 1930 | Штеттин            | Турнир немецких мастеров                                        |   |   |   |           | 2—3   |
| 1931 | Свинемюнде         | 27-й конгресс Германского шахматного союза                      | 1 | 9 | 2 | 2 из 12   | 13    |
| 1932 | Свинемюнде         | Международный турнир                                            |   |   |   |           | 6—7   |
| 1947 | Кито               | Чемпионат Эквадора                                              |   |   |   |           | 1     |
| 1964 | Тель-Авив          | XVI Олимпиада (сборная Эквадора, 2-я доска)                     | 1 | 2 | 2 | 2 из 5    |       |